# يحيى السلمابادي
كان في الأصل من قرية سلماباد من قرى البحرين حسب الظاهر من وصف صاحب الرياض (ج2،ص179) إياه بالسلمابادي عند ذكر إجازة شيخه لـه الشيخ حسين بن مفلح الصيمري، إلاّ أنّه نزل يزد في إيران عندما كان وكيلاً عن أستاذه المحقق الكركي فيها.
عصره: يُعتبر الشيخ ابن يحيى من علماء القرن العاشر الهجري رغم أننا لم نعثر على تاريخ ولادته في المصادر التي بين أيدينا إلاّ أنه ممكن أن يقال: إنّ ولادته كانت في أواخر القرن التاسع الهجري وهذا يظهر من عبارته في هذه الرسالة بحق صحبته وتلمذته على يد الشيخ حسين الصيمري حيث نصّ العبارة هكذا: (وقد استفدتُ منه وعاشرته زماناً طويلاً ينيف على ثلاثين سنةً)
فلو أخذنا (30 سنة) فقط من مدة المعاشرة وانقضائها من تاريخ وفاة شيخه الصيمري المذكور بنفس الرسالة فتكون سنة (903هـ) فلا يمكن أن يكون ابتداء صحبته مع شيخه وهو ابن [3 سنوات] فلابد أن يكون عمره أكثر من هذه؛ لأن ظاهر لفظ (استفدتُ منه) هناك قصد واختيار وهذان غير متوفرين لابن 3 سنين، فيحتمل أنّ ولادته كانت في أواخر القرن التاسع وبقي إلى القرن العاشر، بحيث كان مؤهلاً وراشداً على أقل التقادير حتى أستطاع الشيخ حسين الصيمري أن يلتزمه أو يكون محط عنايته.

## شيوخه وروايته
صرّح بنفسه بأنه تلمذ على يد الشيخين الصيمري ـ ولـه إجازة منه بتاريخ 926هـ ـ، والشيخ المحقق علي بن عبد العالي الكركي وله إجازة منه أيضاً بتاريخ 932هـ.

## تلامذته
1ـ علي بن خميس بن عبد الله الجزائري/ الذريعة: ج1 ص265، رقم 1388.
2- عبد الله بن عبد الكريم/ الذريعة: ج1، ص264، رقم 1387.
3- عبد الجليل أحمد الحسيني/ طبقات الشيعة/ القرن العاشر ص118، رقم 9.

## مؤلفاته
ذكر صاحب رياض العلماء في ج5، ص343 بترجمة يحيى بن حسين بن عشيرة إنّ له المصنفات التالية التي عثر عليها بخطه في بلدة يزد وغيرها وهي:
1- كتاب الأنساب من إمامنا القائم بالحق إلى آدم.
2- كتاب اللباب في إثبات معرفة الأنساب.
3- كتاب السعادات.
4- زبدة الأخبار في فضائل المخلصين الأطهار.
5- كتاب أمير المؤمنين ().
6- كتاب مقتل فاطمة ().
7- كتاب وفاة الحسن الزكي ().
8- كتاب التحفة الرضية (أو الرضوية) في شرح الجعفرية لأستاذه الكركي.
9- هداية التاج في شرح رسالة مناسك الحاج لأستاذه الكركي.
10- نقد كتاب ثواب وعقاب الأعمال، للشيخ الصدوق.
11- تلخيص تفسير الطبرسي الكبير.
12- تلخيص كتاب كشف الغمة في معرفة الأئمة.
13- تلخيص كتاب إرشاد القلوب.
14- تلخيص المعارف لابن قتيبة.
15- تلخيص علل الشرائع للشيخ الصدوق.
16- رسالة في إثبات الرجعة.
17- رسالة بهجة الخاطر ونزهة الناظر (فروق لغوية).
18- وأيضاً من مؤلفاته (رسالة في مشايخ الشيعة) التي بين يديك.

## وفاته
أيضاً لم نعثر على تاريخ وفاته أو موضع قبره، ولعله انتقل إلى جوار ربه في العقود الأخيرة من القرن العاشر.
ولا نعلم هل وافته المنية في يزد عندما كان نائباً فيها عن أستاذه المحقق الثاني، أم عادَ إلى موطنه الأم البحرين فصارت مثوى لرفاته الأخير؟
ولكن هو كان حيّاً في (13 ربيع الثاني 970هـ) هذا تاريخ إجازته لتلميذه الشيخ عبد الجليل بن أحمد الحسيني. إذاً عمره قد قارب من 80 سنة والله العالم.
منهج المصنف في هذه الرسالة.